# Тринидадски гуан
Тринидадски гуан (лат. Pipile pipile) је врста птице из рода Pipile, породице Cracidae. Живи искључиво у Тринидаду, јако је близу изумирању.

## Опис
Велика је птица, дуга око 60 сантиметара, а у свеопштој појави због танког врата и малене главе поприлично је слична ћуркама. Шумска је птица, а гнездо гради на дрвећу. Полаже три јаја, која инкубира искључиво женка. Ова арбореална врста храни се воћем и бобицама. Углавном је црне боје љубичастога сјаја. Ћуба на глави јој је црнкаста. На крилима су јој велики бели праменови. Ноге су црвенкасте боје.